# Muratbek Djoemaliev
Muratbek Djoemaliev (Bisjkek, 1965) is een Kirgizisch beeldend kunstenaar. Hij werd vooral bekend als helft van het duo Kasmalieva en Djoemaliev dat hij vormt met zijn levenspartner Gulnara Kasmalieva.
Djoemaliev studeerde samen met Kasmalieva aan de Staatsuniversiteit van Schone Kunsten in Kirgizië en vervolgens in de Sovjet-Unie ten tijde van de omwentelingen van de perestrojkapolitiek van Gorbatsjov. Zowel hij als zijn partner zijn conservator in het cultuurcentrum ArtEast voor internationale tentoonstellingen en cursussen in Bisjkek.